# Piero Coppola
Piero Coppola (ur. 11 października 1888 w Mediolanie, zm. 13 marca 1971 w Lozannie) – włoski dyrygent.

## Życiorys
Ukończył studia w konserwatorium w Mediolanie, gdzie uczył się gry na fortepianie i kompozycji. Jako dyrygent zadebiutował w 1911 roku w Turynie, następnie dyrygował w czołowych teatrach operowych Europy, m.in. w Brukseli i Londynie. W czasie I wojny światowej przebywał w Skandynawii. W 1921 roku osiadł w Paryżu. W latach 1923–1934 był dyrektorem muzycznym studia nagraniowego La Voix de son Maître. Po II wojnie światowej osiadł w Szwajcarii.
Zasłynął jako interpretator muzyki Maurice’a Ravela i Claude’a Debussy’ego. Nagrał około 500 płyt, z których pięć zostało nagrodzonych Grand Prix du Disque. Za zasługi w rozwoju życia muzycznego we Francji otrzymał w 1930 roku krzyż kawalerski Legii Honorowej.
Zajmował się także komponowaniem, napisał m.in. opery Sirmione i Nikita (1914), symfonię (1924), La Ronde sous la cloche na orkiestrę (1924).